# Szék (bútor)

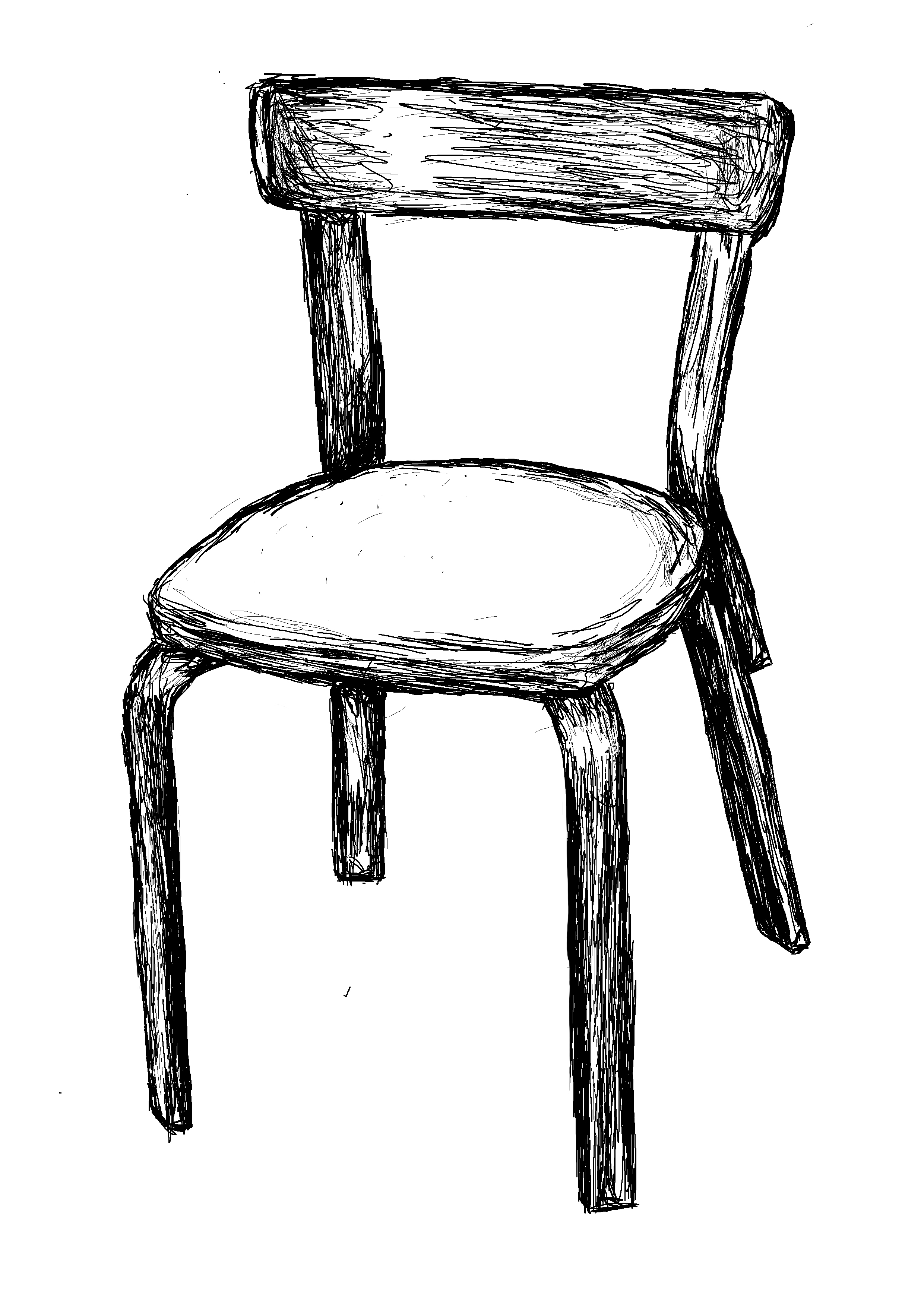

A szék a leggyakoribb és legegyszerűbb ülőbútor.

## Története

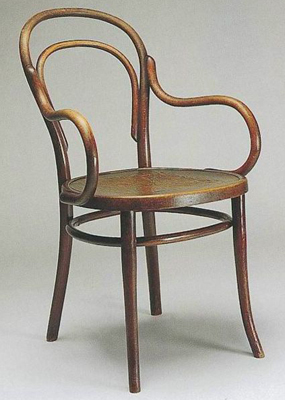
Thonet szék (a 14. számú modell, 1850)

Az ókori egyiptomiak – freskók tanúsága szerint – már három formáját ismerték: a négylábú támlátlan, a hajlott támlával ellátott és a keresztlábakkal ellátott széket. A fáraók plasztikus alakokkal díszített trónszéket használtak. A görögöknél ezenkívül az összecsukható, hordozható szék volt használatban, mely ollószerűen keresztberakott lábakkal és szövetből vagy szövött hevederekből alkotott ülőlappal bírt. A görög trónszékeknél architektonikus formákat, kannelúrázott oszlopokat találunk: díszítésében a palmettának nagy szerepe van. A rómaiak a görög formákat folytatták etruszk elemekkel keverve. A császárság alatt a trónszék (latinosan trónus) anyaga kő vagy márvány volt, ami masszív formákat, domború díszt és a végződéseknél plasztikus alakokat eredményezett.
A középkorban az északi népeknél szintén három székforma volt használatban: az alacsony négylábú zsámoly, az összecsukható szék és a merev hátlappal és szekrényszerű zárt alsórésszel bíró támlásszék. A 13. század folyamán az addig egyszerű zsámolyt – valószínűleg a keresztes hadjáratokban szerzett keleti eredményként – nyolc- vagy hatszögűre készítették, ugyanannyi lábbal. Míg a szekrényszerű felépítés változatlan maradt, addig a dísz a gótikus ízlés értelmében gazdagodott, a támlát architektonikus formákat utánzó gazdagon faragott dísz borította, amely a felső végződésnél áttört, plasztikus elemekbe ment át. Az összecsukható székeknek már a román korban alkalmazott támlája most szervesen lett felépítve, az összecsukhatóságra már csak az egymást keresztező lábak utaltak, de ezek a székek már nem voltak összecsukhatók. Az alacsony zsámoly tovább fejlődött, és egy darabból álló, vagy hevederekkel tagolt hátlapot kapott. A trón alakú díszes székek eltűntek, és a 16. század elejétől kezdve már csak udvaroknál és templomokban voltak használatban, míg a polgári használatra kevésbé ünnepélyes és könnyebben hordozható bútor alakult ki: egészen egyenes, legfeljebb a kartámlánál hajlott vonalakkal, négy esztergályozott lábbal. Ezeknél a székeknél jelent meg először a kárpitozás: a felszegezett párna. Ez azután olyan nagy népszerűségnek örvendett, hogy a 17. században – leginkább a Németalföldön – készültek olyan székek, amelyeknél a lábak kivételével az összes farészeket szövettel burkolták, ezért formáik igen egyszerűek, egyenesek voltak, és a faragott díszítés teljesen hiányzott.
Ugyancsak a 17. században kezdték a kárpitozást fonott nádfelületekkel helyettesíteni. Itt a farészek ismét teljes egészükben láthatók, ezért a faragás megint elborítja azokat. Az akkor kedvelt csavart oszlop a lábak leggyakoribb alakja, a támla már nem annyira egyenes, gyengén hátrafelé hajlik, de még magas és az eddigi lapos faragások helyett magas domborművekkel, vagy plasztikus, áttört oromzattal van ellátva. Ez XIV. Lajosnak kora – ettől kezdve mindenütt általános volt a francia hatás. A régence alatt állt be a hajlott vonalak érvényre jutásával a legnagyobb fejlődés a szék történetében, amely a XV. Lajos-kori ízlésben érte el tetőpontját. Minden vonal hajlítottá vált, és újdonság volt a gyakran alkalmazott kerek, vagy ovális, párnázott támla. A finoman hajlott farészeknek a pompás faragás nemcsak díszét, de alapformáját is adta, a párnázott ülőlap és támla a legdrágább, külön e célra szőtt, megfelelő formájú (abgepasst) szövetekkel vagy gobelinekkel volt borítva. A görbe vonalú farészeknél a fa konstrukciója zavarólag hat, ezért a legtöbb esetben aranyozták, vagy festették. A XVI. Lajos-kori ízlés ismét egyenes lábakat alkalmazott, de azokat hornyolással díszítette, szép veretek, finoman rajzolt apró díszítőformák élénkítették a farészeket. A francia forradalom után a formák a klasszicista stílust követték, merevek és nehezebbek lettek.